# Сотникова Аделіна Дмитрівна
Аделіна Дмитрівна Сотникова (рос. Аделина Дмитриевна Сотникова; нар. 1 липня 1996, Москва, Росія) — російська фігуристка. Чемпіонка зимових Олімпійських ігор 2014 року в одиночному катанні. Підтримує путінський режим та війну Росії проти України.

## Біографія
Народилася 1 липня 1996 року в Москві. Прадід Аделіни — Герой Радянського Союзу, льотчик-винищувач Олександр Васильович Кочетов.
Батько — співробітник поліції, працював у карному розшуку, потім — у черговій частині.
У квітні 2024 року вийшла заміж за тенісиста Дмитра Попко. 30 жовтня 2022 року у пари народився син Адріан.

## Спортивна кар'єра
Почала кататися у віці 4 років на ковзанці «Южный» у Москві, біля свого будинку. Її першим тренером була Анна Патрікеєва.
Коли їй було вісім років, перейшла в ЦСКА. У 2004 році з Сотниковою стала працювати тренер Олена Буянова (Водорезова).
У 2008 році Сотникова виграла чемпіонат Росії, отриману за перемогу грошову винагороду (10 тис. рублів), як і зароблені надалі на льоду гроші, витратила на лікування молодшої сестри, яка страждає від вродженого захворювання. Сотникова повторила при цьому досягнення своєї наставниці Олени Водорізової, яка стала чемпіонкою СРСР також у 12 років (1976 рік). Однак у ті часи не існувало вікових обмежень, і Водорезова брала участь після перемоги в чемпіонаті Європи. Таким чином, Сотникова не могла брати участь у турнірах Міжнародного союзу ковзанярів аж до сезону 2010/11. Через місяць, у січні 2009 року, Сотникова виграла і чемпіонат Росії серед юніорів. Після перемоги вона пообіцяла Володимиру Путіну виграти Олімпіаду і стримала своє слово через 5 років.
Наступного сезону був спад: Сотникова посіла 4-е місце на чемпіонаті Росії і тільки 6-е на юнацькій першості Росії.
Свій перший міжнародний турнір, етап юніорської серії Гран-прі 2010—2011 в Австрії, Сотникова виграла, випередивши найближчу суперницю, американку Крістіну Гао, більш ніж на 10 балів. Причому її оцінка, 178,97 балів, виявилася всього на 0,27 меншою за найвищу, коли-небудь отриману одиночницею на юніорських змаганнях (Мао Асада, чемпіонат світу серед юніорів 2005) ІСУ. Юніорський фінал Гран-прі вона виграла, лідируючи в обох програмах, причому в довільній виконала складний каскад потрійний лутц — потрійний ріттбергер і всі три обертання найвищого 4 рівня. Наприкінці грудня 2010 року Сотникова вдруге завоювала золото національного чемпіонату, а в лютому 2011 виграла свій дебютний чемпіонат світу серед юніорів, обігравши іншу росіянку — Єлизавету Туктамишеву.
Відповідно до правил ІСУ Сотникова змогла брати участь у «дорослих» чемпіонатах світу та Європи з 2013 року, проте вона мала право взяти участь у серії Гран-прі сезону 2011—2012. Вона була заявлена на турніри Cup of China 2011 і Cup of Russia 2011, і завоювала на цих змаганнях дві бронзові медалі. У фінал серії Гран-прі вона не пройшла, залишившись першою запасною. У грудні 2011 року Сотникова вперше виграла «дорослий» міжнародний турнір — Золотий коник Загреба, а пізніше завоювала свій третій національний чемпіонський титул.
У 2012 році Сотникова була включена до збірної країни для участі в I юнацьких Олімпійських іграх в Інсбруку, на яких завоювала срібну медаль.
Під час свого дебюту на європейському чемпіонаті 2013 року Сотникова з сумою балів 193,99 стала срібним призером, програвши тільки чинній чемпіонці світу Кароліні Костнер, яка набрала 194,71 бала. На чемпіонаті Європи 2014 року знову стала срібним призером, програвши лише співвітчизниці Юлії Липницькій.
У 2013 році Сотникова закінчила екстерном середню школу і вступила на заочне відділення РДУФК (спеціальність — тренер з фігурного катання), який закінчила у 2018 році.
3-4 жовтня 2014 року взяла участь у театралізованих онлайн-читаннях «Кареніна. Живе видання».
З лютого 2021 року почала вести власну новинну стрічку спортивного видання «Спорт-Экспресс»

## Громадянська позиція
18 березня 2022 року виступила на російському концерті-мітингу «Za мир без нацизма! Zа Россию! Zа Президентa!» на честь восьмої річниці анексії Криму Росією та на підтримку війни Росії проти України.
У 2022 році, на шостому місяці вагітності, разом з матір'ю їздила на окупований Росією Донбас — під Луганськ на свято спорту з метою «підтримки дітей».
13 грудня 2022 року Україна наклала проти неї персональні санкції.